# Protodórico

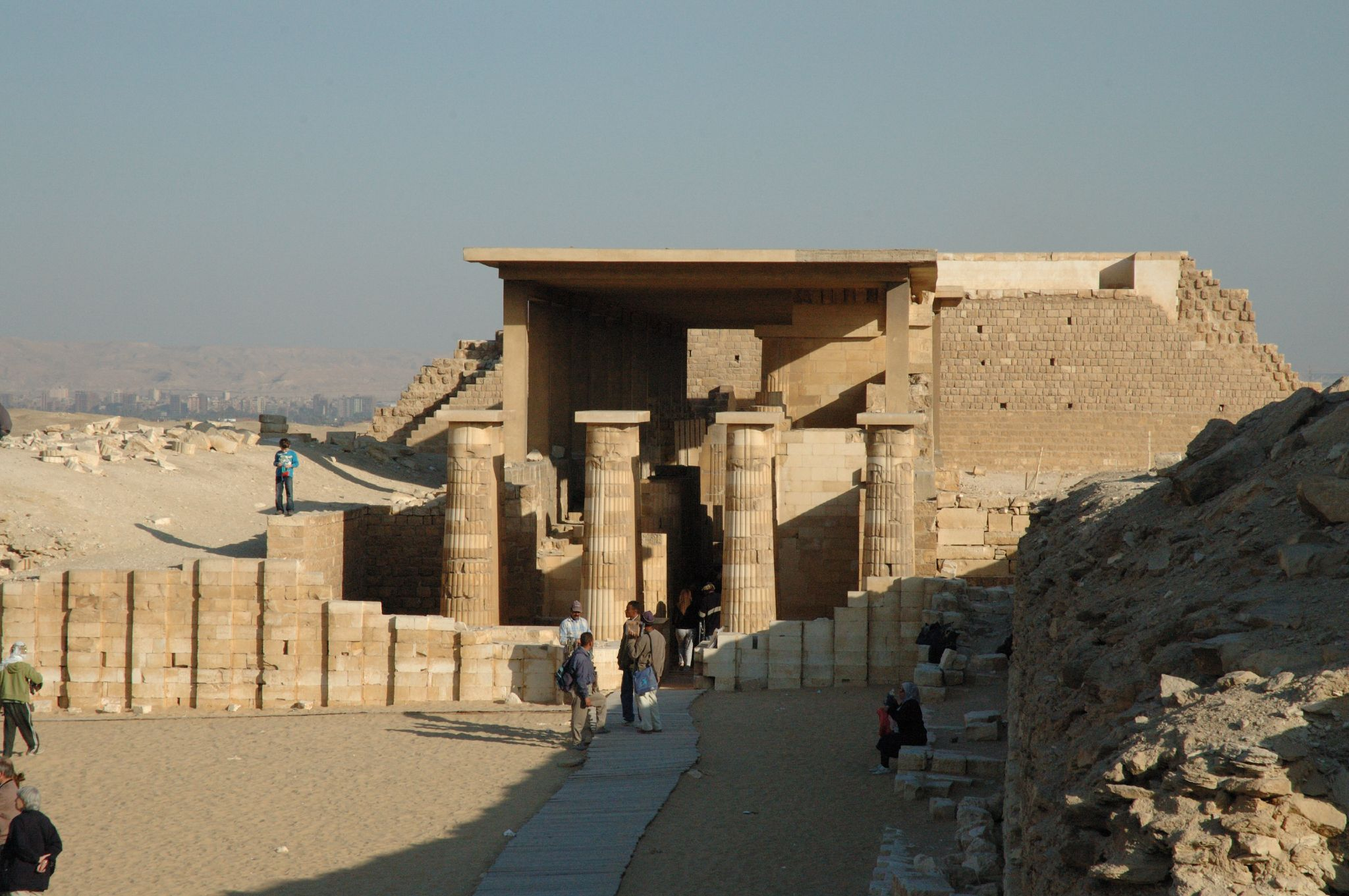
En las columnas del Complejo de Zoser se aprecian los capiteles erróneamente conocidos como "protodóricos".

En arquitectura, se conoce como protodórico al dórico previo al siglo V a. C.
Es común que el término sea usado incorrectamente para hacer referencia a las columnas egipcias cuyos capiteles son semejantes al dórico como las que aparecen en el Hipogeo de Hatshepsut.